# 國泰城

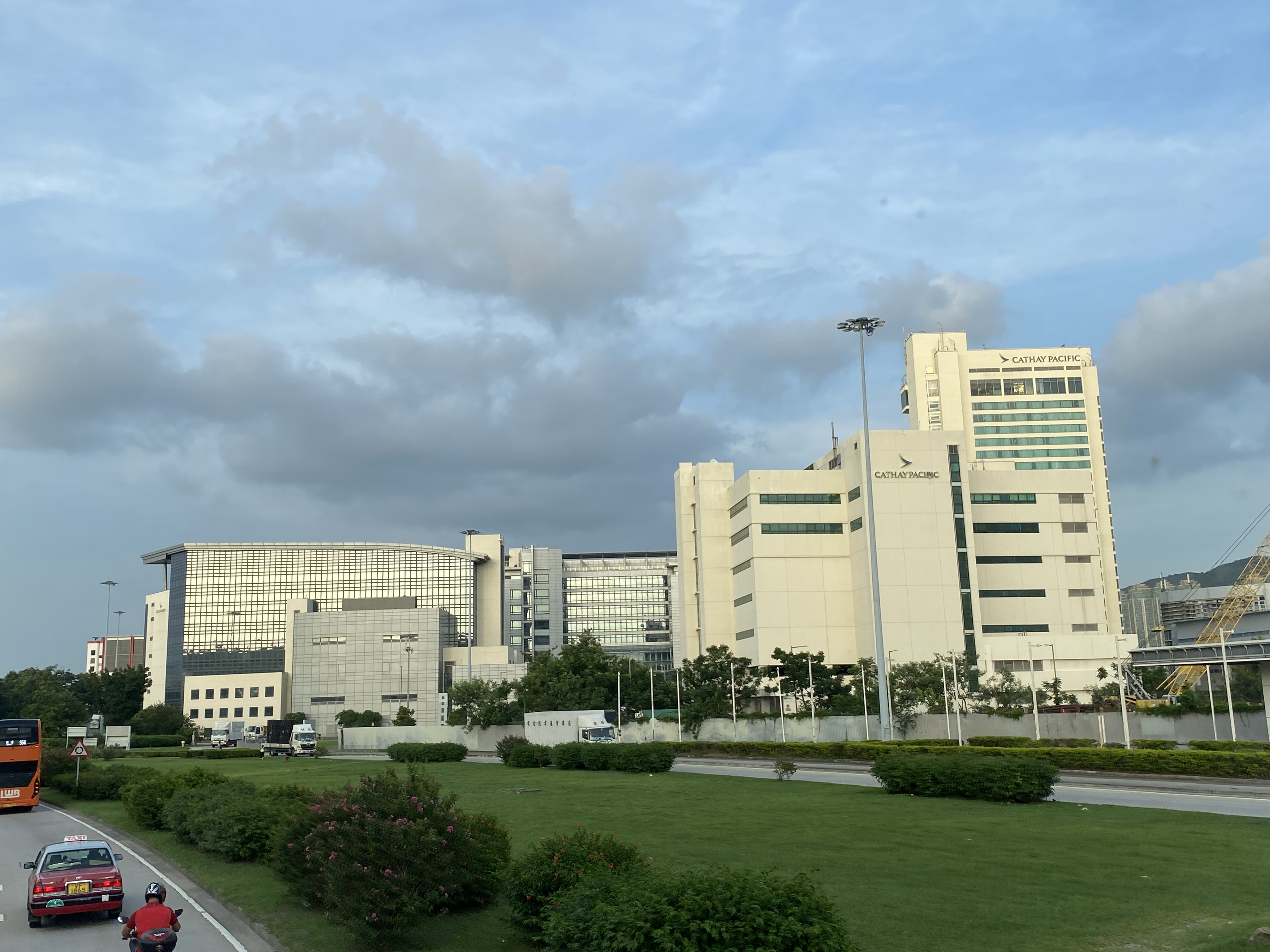
國泰城

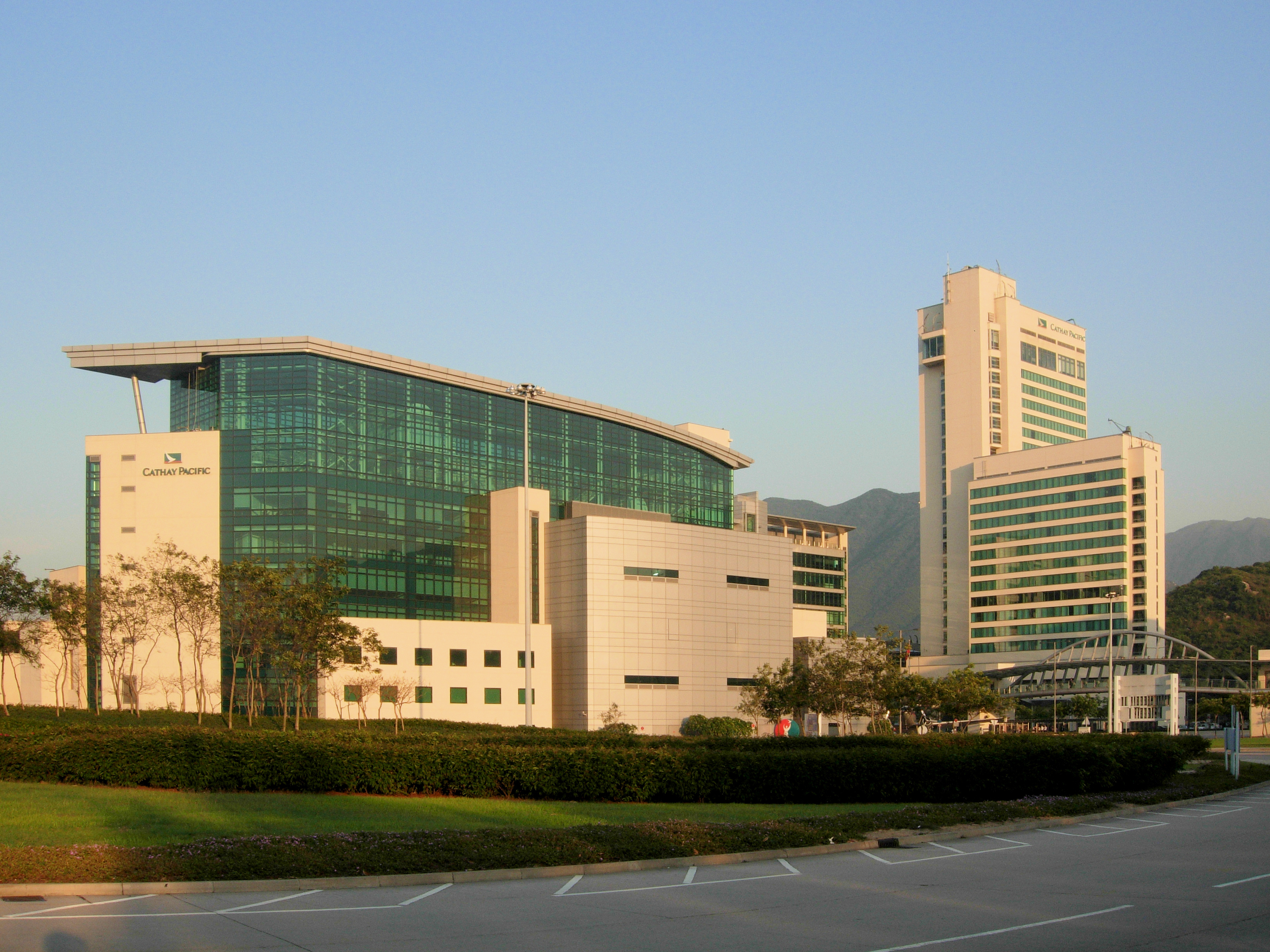
國泰城飛行培訓中心（左）及逸泰居（右）

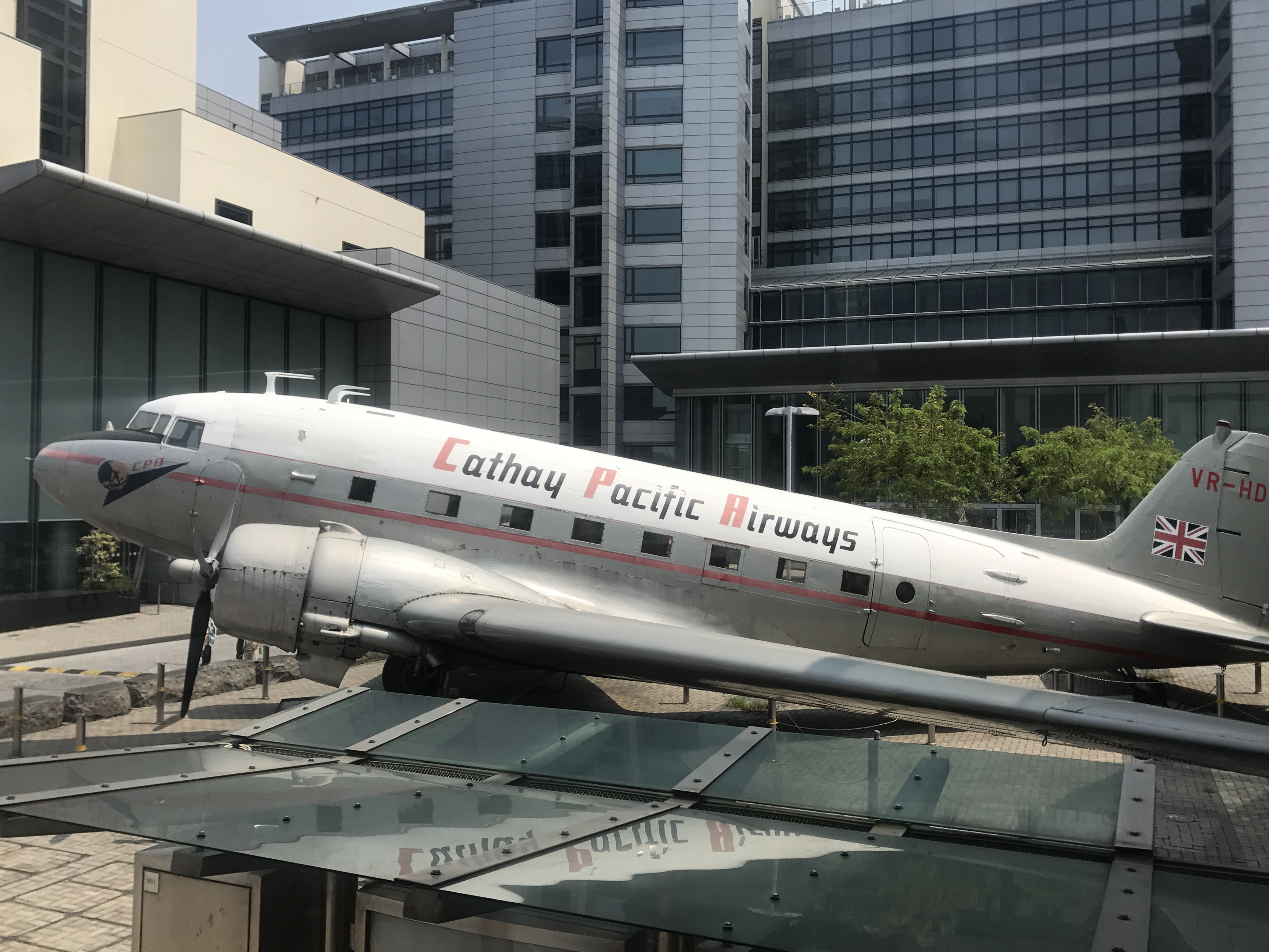
國泰航空首架飛機仍擺設於國泰城

國泰城（英語：Cathay Pacific City）是國泰航空的總部，位於香港赤鱲角香港國際機場觀景路8號，由盧緯綸建築規劃設計，香港寶嘉建築負責興建
，於1998年7月落成，於同年10月啟用，佔地4公頃，樓面面積逾130,000平方米，耗資49億港元興建，是全亞洲最大的企業總部。國泰城由多座建築物所組成；設有樓高10層的辦公室大樓、飛行培訓中心、食堂、便利店、銀行等。此外，興建有樓高23層的酒店──逸泰居（英語：Headland Hotel），另外亦有一座倉庫大樓。國泰的制服洗濯有關的部門（國泰全資附屬的雅潔洗衣有限公司）則設於新界屯門區南豐工業城。
國泰城啟用前，國泰航空的總部位於香港島中環太古大廈（現址已重建為遮打大廈），於啟德機場亦有辦公室等設施（現址已重建為工業貿易大樓）。

## 歷史
1998年7月，國泰城落成，於同年10月正式啟用。
2012年8月，由於安置模擬駕駛艙的空間已經不敷應用，國泰正擴建飛行培訓中心。

## 飛行培訓中心
飛行培訓中心（英語：Flight Training Centre）設有多種訓練設施，包括模擬駕駛艙、模擬飛行系統、模擬飛機艙（除了供予空中服務員訓練外，亦借用予香港警務處機場警區的機場特警組為戰術訓練用途）及模擬登機手續櫃位等。

### 模擬駕駛艙
根據民航條例規定，每名飛機師於入職前均需進行為期3個月的模擬駕駛訓練，已經入職的飛機師亦需要每半年接受訓練一次，以確保其駕駛技術達到安全，而且標準一致。為此，國泰航空目前共有14部模擬駕駛艙供予旗下約2,500名飛機師接受訓練時使用，24小時運作。國泰航空亦於2015年引入二部空中巴士A350XWB型號的模擬駕駛艙。
為了應付增加聘請飛機師所需要的訓練設施，國泰航空公司於2012年耗資約2億6千萬港元從加拿大引入兩款新模擬駕駛艙──分別為波音777-300ER及747-8F型號。新模擬駕駛艙的操作耗電量比舊有使用油壓式驅動的模擬駕駛艙大減85%外，模擬駕駛艙艙內所顯示的飛行影像，例如密雲、下雨、閃電及行雷等均有更為細緻的影像，模擬駕駛艙亦可以模仿飛機加速及輪胎摩擦等感覺，增加了飛機師於接受訓練時的投入感。新模擬駕駛艙是複製真實飛機駕駛艙艙內的細節部分，包括模擬4百多種機件故障及複製飛行時所遇到環境影像。此外，國泰正在計劃加入香港國際機場擴建計劃內的資料，使到飛機師能夠事先得到相關的訓練。模擬駕駛艙與飛機駕駛艙同樣設有過百個按鈕，需要通過6週的課程訓練才會認識。

## 鄰近
- 香港國際機場古物園
- 香港國際機場古窯公園